# ميخائيل هامبتون
ميخائيل هامبتون (بالإنجليزية: Michael Hampton)‏ هو عازف قيثارة أمريكي، ولد في 15 نوفمبر 1956 في كليفلاند في الولايات المتحدة.

## وصلات خارجية
- الموقع الرسمي
- ميخائيل هامبتون على موقع ميوزك برينز (الإنجليزية)
- ميخائيل هامبتون على موقع ديسكوغز (الإنجليزية)